# Las-Grzęba
Las-Grzęba – osada leśna w Polsce położona w województwie lubelskim, w powiecie puławskim, w gminie Żyrzyn.
W latach 1975–1998 miejscowość należała administracyjnie do województwa lubelskiego.